# Balc (voievod)
Balc (n. secolul al XIV-lea – d. 1399) a fost fiul lui Sas, voievod al Moldovei și nepotul lui Dragoș I.

## Voievod al Moldovei
Balc a fost ales voievod al Moldovei în 1363, după moartea tatălui său, Sas. În același an a fost alungat de pe tron de Bogdan I, voievodul răsculat din Țara Maramureșului, care ocupă Moldova, până atunci dependentă de Ungaria, și întemeiază un stat independent. Balc caută să se mențină cu ajutor unguresc și ia parte la războaiele regelui ungur Ludovic I împotriva lui Bogdan I, dar fără succes, astfel că se refugiază în Maramureș.

## Comite al Maramureșului
Bogdan I ieșind învingător, Balc părăsește Moldova și se retrage în Maramureș unde devine mai întâi comite de Satu Mare și comite al secuilor. El ia parte la războaiele regelui maghiar Ludovic I împotriva lui Bogdan I. În 1365, regele Ludovic i-a conferit lui Balc și fratelui său Drag posesiunile lui Bogdan I cu Voievodatul Maramureșului și titlul de comite. Titlul exact al daniei, are următorul conținut: “Drept aceea, prin aceste rânduri voim să ajungă la cunoștința tuturor că, întorcându-se căutarea privirii noastre spre viteazul bărbat Balc, fiul lui Sas, voievodul nostru maramureșan, în tot timpul de când s-a alăturat maiestății noastre… a venit din Țara noastră Moldovenească în Regatul nostru al Ungariei în sânul iubirii noastre.
Iar noi, aducându-ne aminte de acestea și de alte preastrălucite vrednicii ale slujbelor sale, oriunde și mai cu osebire în Țara noastră Moldovenească, nu fără vărsarea sângelui său și îndurarea de răni cumplite și cu moartea crudă a fraților și rudelor sale și a multor slujitori de ai lui, am dăruit și am hărăzit pomenitului voievod Balc, și prin el, lui Dragoș, Dragomir, și Ștefan frații lui buni și tuturor moștenitorilor și urmașilor lor, moșia numită Cuhea, ce se află în țara noastră a Maramureșului, trecute în mâinile noastre regești de la voievodul Bogdan și fiii săi, necredincioși înveterați ai noștri, pentru blestemata lor vină de necredință, din aceea că acel Bogdan și fiii săi, fulgerați de diavolul, dușmanul neamului omenesc – care, rănindu-i greu inima cu săgețile (sale) înveninate de viclenie și înșelăciune, i-a îndemnat de mai multe ori să se abată de la calea adevărului și de la statornicia credinței datorate – plecând pe ascuns din zisul nostru Regat al Ungariei- în pomenita noastră Țară Moldovenească, și s-au silit să o păstreze spre ofensa Maiestății Noastre; pentru ca nebunia lor să nu fie cumva pildă altora, care ar cuteza fapte asemănătoare, am lipsit și despuiat cu totul, ca pe niște nevrednici, pe acel Bogdan și fiii săi sus – ziși de sus – numitele moșii.”
Balc împreună cu Drag au fondat Mănăstirea Peri, așa cum apare menționat și într-un hrisov slavon din anul 1404. Ei apar în documente în calitate de comiți de Maramureș până la 1402. Balc a murit înainte de 1404.
Balc a avut trei fii:
- Dumitru (Bélteki Balkfi Demeter 1391–1405),
- Ioan (Bélteki Balkfi "Oláh" János 1391–1395)
- Alexandru (Bélteki Balkfi Sándor "Sandrin" 1395–1418) cắsắtorit cu doamna Justina (domina Jusztina 1430–1432). Copiii lui Alexandru se vor numi Bélteki, Bélteki Balkfi dar și Sándrinfi sau Vajdafi. A nu se confunda cu urmașii lui Sandrin Drágffy.

Alexandru a avut patru copii:
- Joan (Bélteki Balkfi sau Sándrinfi János 1431–1446) căsătorit cu Katalin N 1446
- Vasile (Bélteki Balkfi sau Sándrinfi László 1431)
- Mihály (Bélteki Balkfi sau Sándrinfi Mihaly 1455–1470) A devenit infidel Regelui și a pierdut toată averea care a fost donată familiei Dragfi.
- Anna (Bélteki Balkfi sau Sándrinfi Anna 1446)